# Koshu (druivensoort)

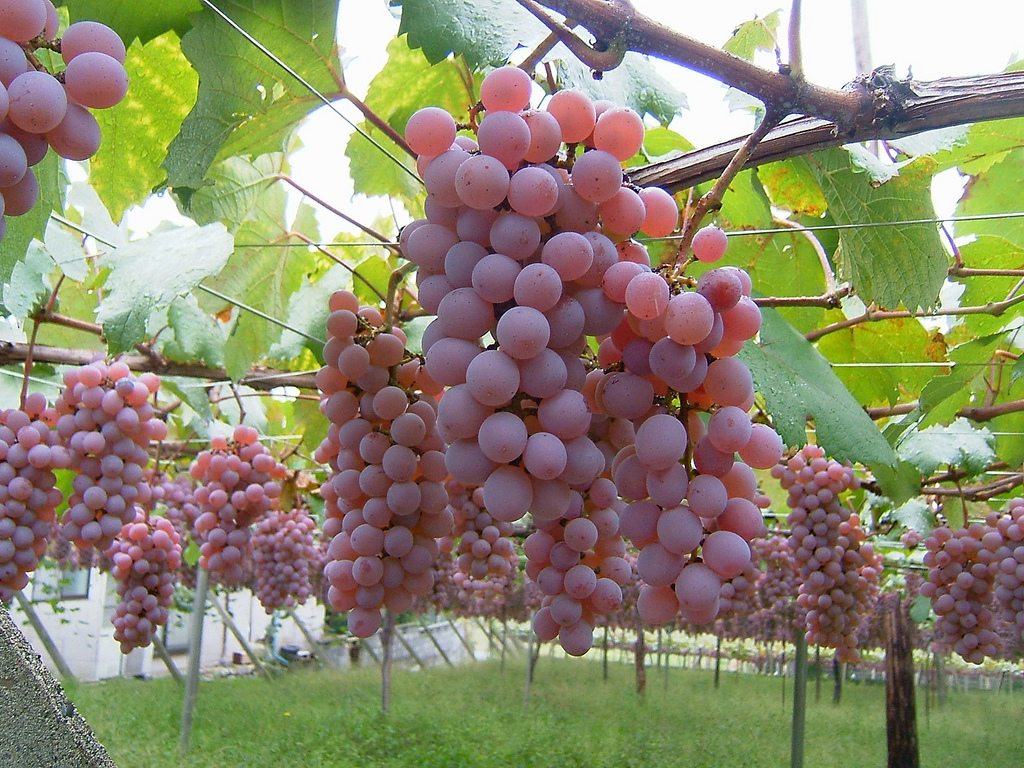
Ondanks de rozige kleur wordt de Koshu druif tot de witte gerekend.

Koshu (Japans: 甲州, Kōshū) is de naam van een witte druivensoort die alleen in de Japan voorkomt.

## Geschiedenis
Het is overigens ook de naam van een wijnbouwgebied in de prefectuur Yamanashi. Via de Chinese zijderoute is de druivenstok vanuit de Kaukasus in het land terechtgekomen. De druif is een vitis vinifera variëteit en daardoor niet inheems.

## Kenmerken
Het is een zeer productieve, laat rijpende druif die bestand is tegen vele ziekten. Daarentegen is zij gevoelig voor vorst. De druivenstokken brengen veel, relatief grote en vlezige druiven voort die wat moeilijk zijn uit te persen.
Na vinificatie kan het resultaat zowel droge als zoete wijn zijn. Naast stille wijn ook wel mousserende.
Overigens wordt de most vaak wel met buitenlandse druivensoorten gemengd.
Op kleine schaal wordt met behulp van de alambiek de wijn ook weleens verwerkt tot een destillaat.

## Synoniemen[1]
- Gia Tsjou
- Kochiou
- Konshu
- Koshiou
- Koshiou Rebe
- Koushuu
- Raisin de Yamanachi
- Vigne de Yeddo
- Yeddo